# Ulexite
L’ulexite est un soroborate double hydraté de calcium et de sodium, de formule NaCa[B5O6(OH)6] · 5 H2O, qui appartient à la même classe que les carbonates. Ce corps minéral rare et fragile, léger et souvent spongieux, à trace blanche, forme aussi une roche évaporite très tendre qui contient parfois de petites quantités de fer, de magnésium et de manganèse.

## Inventeur et étymologie , synonymie

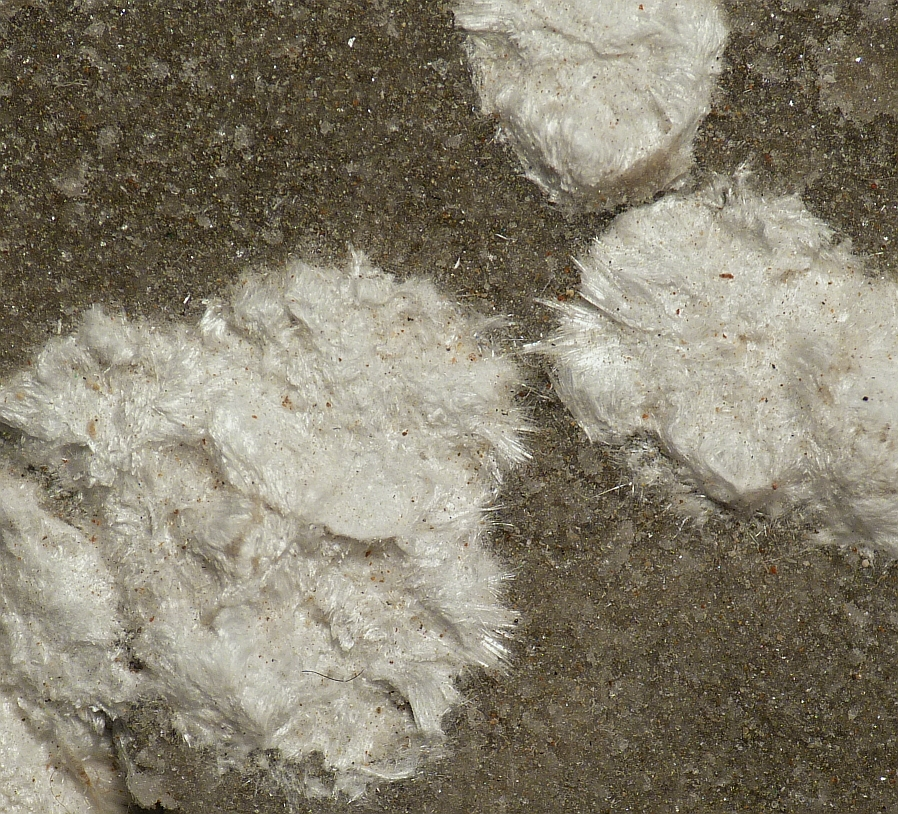
Incrustation d'ulexite sur anhydrite, Harz, Allemagne

La dénomination ulexite a été attribuée à ce minéral par le minéralogiste classificateur américain James Dwight Dana en 1850 : la racine provient du patronyme du chimiste allemand George Ludwig Ulex (de) (1811-1883) qui l'identifia en premier et qui l'analysa dans le cadre de la minéralogie descriptive. Les principaux échantillons analysés avaient été collectés dans les playas désertiques de la province Iquique, de la région de Tarapacá du Chili.  
Il s'agit du borate double de soude et de chaux des anciens chimistes.
Un synonyme commun en France pour désigner l'ulexite, en gemmologie comme dans l'industrie chimique et minière, est la  boronatrocalcite. Il provient de la concaténation des racines des termes des éléments présents dans ce minéral : 
- bore ;
- natrium qui désigne le sodium en latin scientifique (de natron, soit la soude en latin) ;
- calcium.

L'ancien nom minier anglais en 1880 est tiza. Les masses cotonneuses étaient aussi appelées balles de coton ou feuilles de coton.

## Caractéristiques

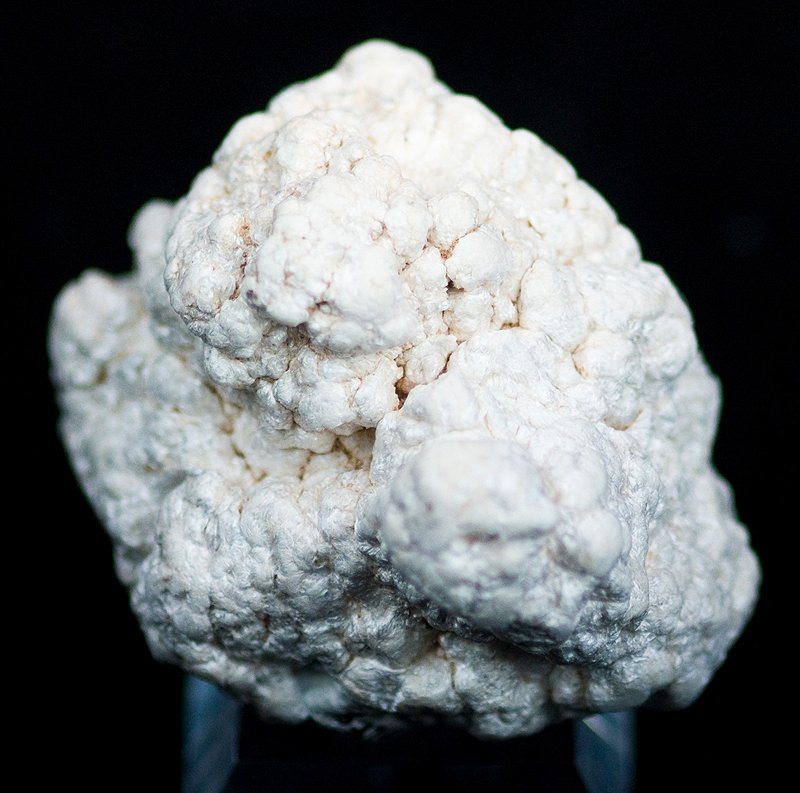
Nodule d'ulexite, Arequipa, Pérou. Variété parfois nommée hayésine.

L'ulexite est incolore, blanc, gris, jaunâtre, parfois blanchâtre avec de rares nuances verdâtres. Elle a un éclat vitreux ou soyeux et possède en général une assez bonne transparence.
L'ulexite présente une luminescence blanche, ainsi qu'une fluorescence vert-bleu aux rayons ultraviolets, particulièrement dans la direction perpendiculaire aux fibres. Elle est souvent phosphorescente dans de faibles tonalités jaune paille.
Elle semble assez peu adaptée à la joaillerie, du fait de sa faible dureté (2,5 sur l'échelle de Mohs) et de sa tendance à se fracturer parallèlement à la disposition des fibres. 
Elle est soluble dans l'eau chaude, toutefois faiblement. Le nettoyage à l'eau très froide des échantillons de collection est recommandé.
Chauffée, elle foisonne et fond rapidement. Elle colore la flamme du chalumeau en jaune (présence d'ion sodium et calcium). Il reste à froid un verre transparent.
L'analyse chimique pondérale donne en masse 7 % Na2O, 13,8 % CaO, 43 % B2O3 et 35,5 % H2O

## Cristallographie
L'ulexite cristallise dans le système triclinique, parfois en individus observables à l'œil nu, mais le plus souvent en masses et en croûtes nodulaires ou en botryoïdes de structure fibreuse. Le clivage, bien souvent uniquement observable au microscope, est parfait.

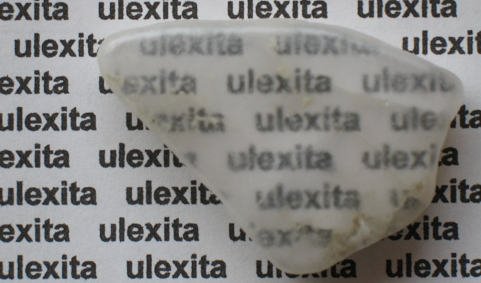
Pierre télévision, mal taillée, plus ou moins bombée, avec impuretés terreuses de limonite

L'ulexite, particulièrement lorsqu'elle forme des veines par remplissage de petites fractures, présente des fibres disposées côte à côte de façon très régulière. Cette structure permet une conduction lumineuse surprenante. En effet, lorsque l'on regarde parallèlement aux fibres, les images apparaissent grandies et flottantes, comme si elles étaient projetées sur un écran de télévision. D'où le nom "television stone" en anglais des États-Unis ou de "pierre télévision" en français. Les amas fibreux de ce minéral, aux propriétés de fibres optiques, sont particulièrement convoités par les collectionneurs.

## Gîtologie

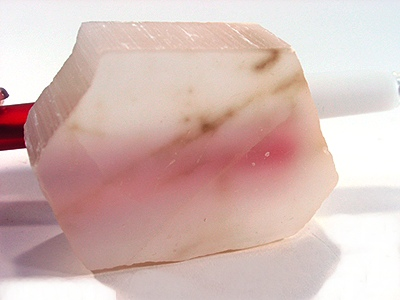
Ulexite transparente rendue rosée par un baton de couleur, Boron, comté californien de Kern.

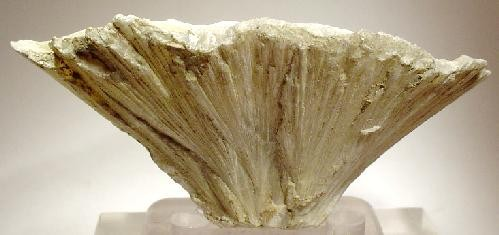
Ulexite terreuse en éventail, Boron, comté californien de Kern.

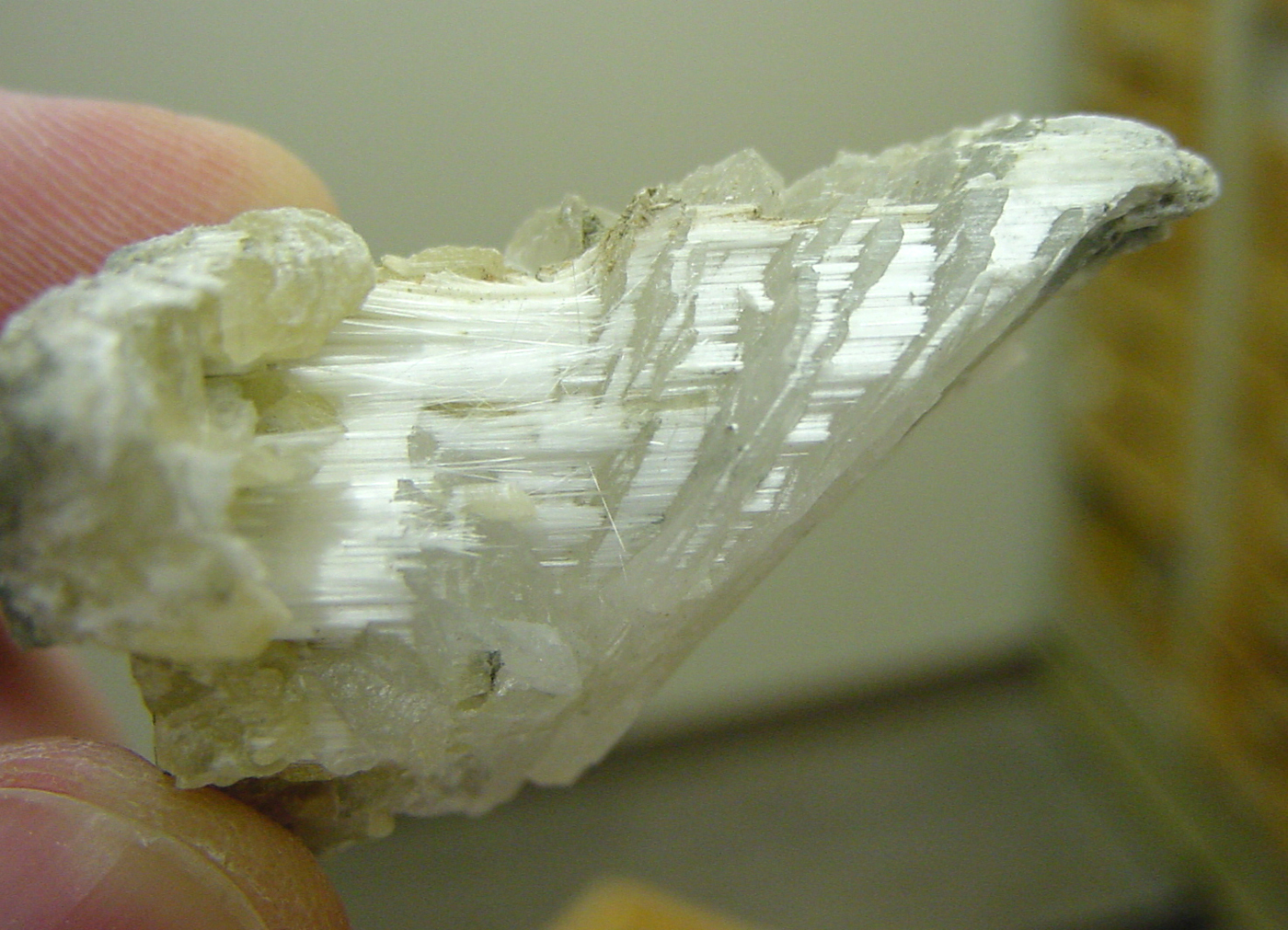
Ulexite fibreuse, collection minéralogique de l'Université Bringham Young, département de géologie de Provo, Utah.

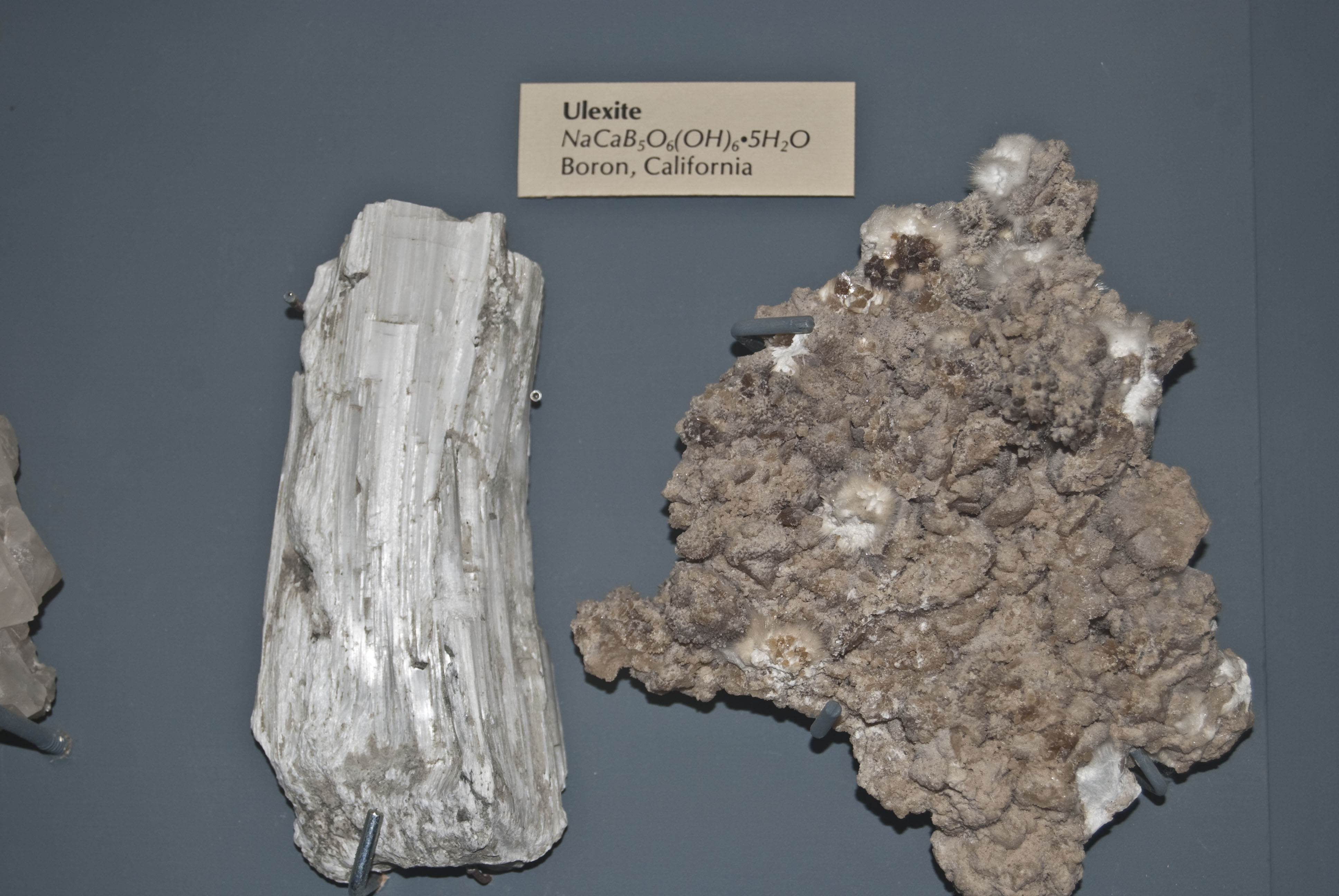
Deux échantillons d'ulexite de la collection Norman et Gertrude Pendleton (Californie du Sud).

L'ulexite se forme par précipitation de solutions aqueuses dans des milieux arides, où les gisements peuvent être très étendus. Ce minéral évaporite se trouve ainsi surtout sous forme massive dans les lacs salés desséchés ou surtout les lacs boratés et/ou saumâtres. Elle peut y être associée parfois massivement avec le borax et le salpêtre.
Elle est aussi présente dans des sources thermales et surtout dans les émissions gazeuses, liquides ou sublimées des solfatares et autres fumerolles. En réalité, certains magmas plus ou moins profonds peuvent être de composition boratée, plus ou moins variables. Les roches boratées encore plus ou moins chaudes, qu'ils contribuent à constituer après cristallisation en plutons, expliquent la présence de borates dans les fluides hydrothermaux, ainsi que dans certaines sources thermales. Voici l'origine primaire ou première de ce corps chimique boraté.
Minéraux associés : borax, colémanite, inyoïte et autres borates, halite, gypse et autres roches évaporites, calcite, salpêtre.

## Gisements
- Argentine

Province de Jujuy,
- Canada
- Côte de Guinée, Afrique occidentale
- Pampa d'Iquique, Chili
- États-Unis

état de Californie, Boron, comté de Kern ; autres gisements à proximité de la Vallée de la Mort, cristaux de collection de la mine Suckow...
état du Névada, désert des Mojaves, grand champ de boules rocheuses d'ulexite...
- France

voisinage des mines de sels du Saulnois, ancienne boronatrocalcite de Lunéville
- Italie

Toscane, soufflards boracifères de Larderello (produits de sublimation de fumerolles)
- Pérou
- Turquie

Bigadiç,
- Russie

## Utilisation:industrie chimique, taille engemmologie...
L'ulexite NaCaB5O6(OH)6, 5H2O est une source primaire très importante de Bore. Ses gisements étaient notamment exploités en Amérique du Sud dans les années 1990, notamment en Argentine et au Pérou.
Outre son emploi avec la colemanite et le borax dans l'industrie chimique, l'ulexite présente un certain intérêt gemmologique car elle est parfois taillée en cabochon et utilisé en pierres précieuses
Certains échantillons malgré leur faible dureté peuvent alors être taillés pour montrer alors un superbe effet de chatoiement. Mais sa faible dureté interdit son emploi commun en bijouterie.
Autrefois, à la fin du XIXe siècle, notamment autour de 1880, les bateaux anglais ramenaient à l'industrie chimique britannique de la côte de Guinée, des diverses côtes américaines... de la tiza que nous nommons ulexite ou que les Français de la Belle Époque nommaient boronatrocalcite. Placé en cuve et arrosé avec l'acide chlorhydrique HCl et de l'eau, le mélange eau-acide-tiza était chauffé et porté presque à ébullition tout en maintenant un niveau constant de cuve (grâce aux ajouts d'eau et d'acide, puis en dernier d'eau). La décantation de la solution claire laisse un précipité d'acide borique, ensuite lavé et compressé et séché. 
Ce procédé simple consiste à décomposer l'ulexite en deux sels (chlorure de sodium NaCl et chlorure de calcium CaCl2) et surtout en acide borique H3BO3, qui, traité ensuite par la soude Solvay Na2CO3 donne du borax, produit commercial.